# Vilhonneur
Vilhonneur is een plaats en voormalige gemeente in het Franse departement Charente (regio Nouvelle-Aquitaine) en telt 274 inwoners (1999). De plaats maakt deel uit van het arrondissement Angoulême. Vilhonneur is op 1 januari 2019 gefuseerd met de gemeente Rancogne tot de gemeente Moulins-sur-Tardoire.  Bezienswaardig is het Kasteel van Vilhonneur. In de gemeente bevindt zich de Grot van Les Garennes.

## Geografie
De oppervlakte van Vilhonneur bedraagt 9,4 km², de bevolkingsdichtheid is 29,1 inwoners per km².
De onderstaande kaart toont de ligging van Vilhonneur met de belangrijkste infrastructuur en aangrenzende gemeenten.

## Demografie
Onderstaande figuur toont het verloop van het inwonertal (bron: INSEE-tellingen).

## Externe links

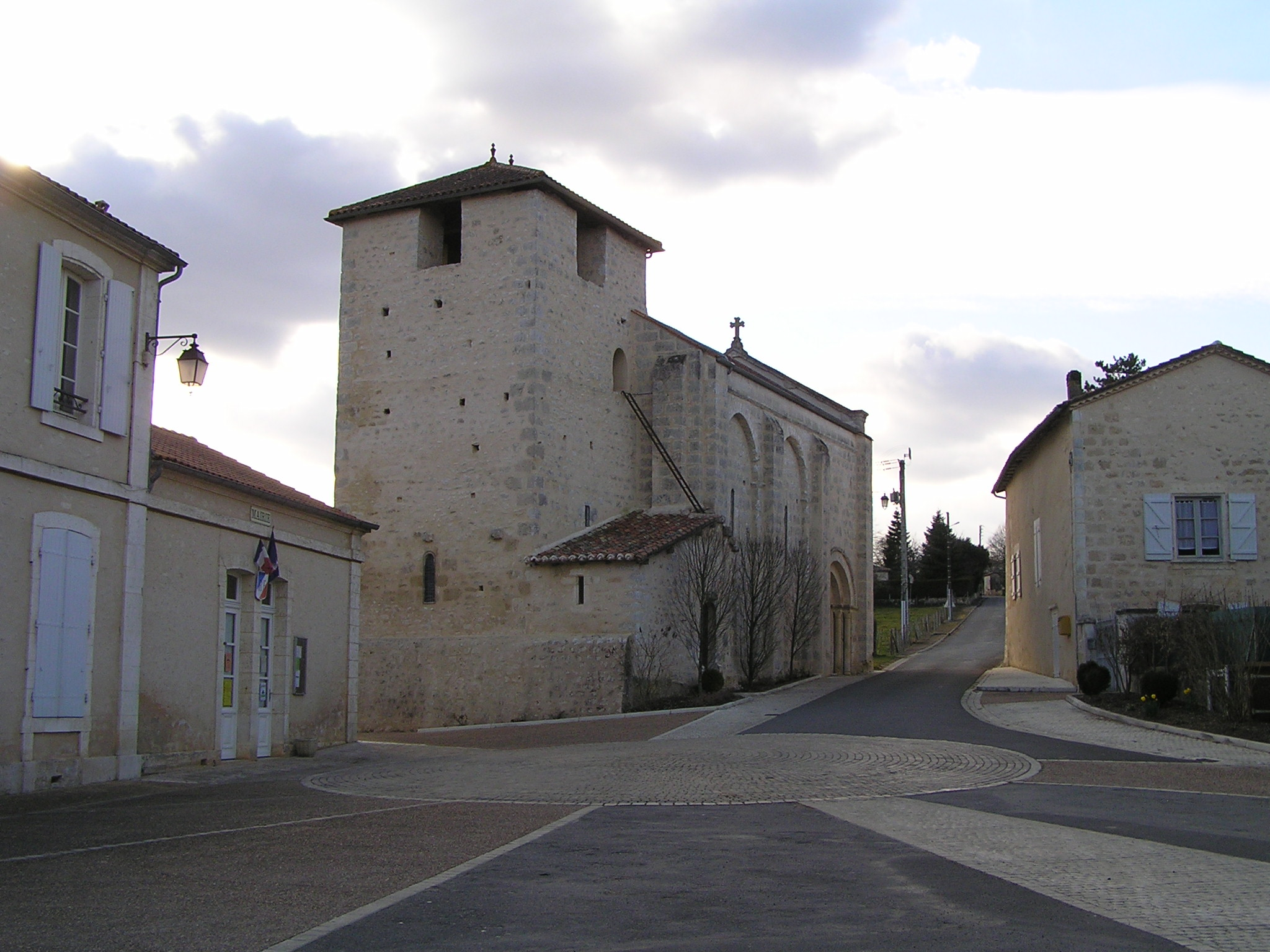
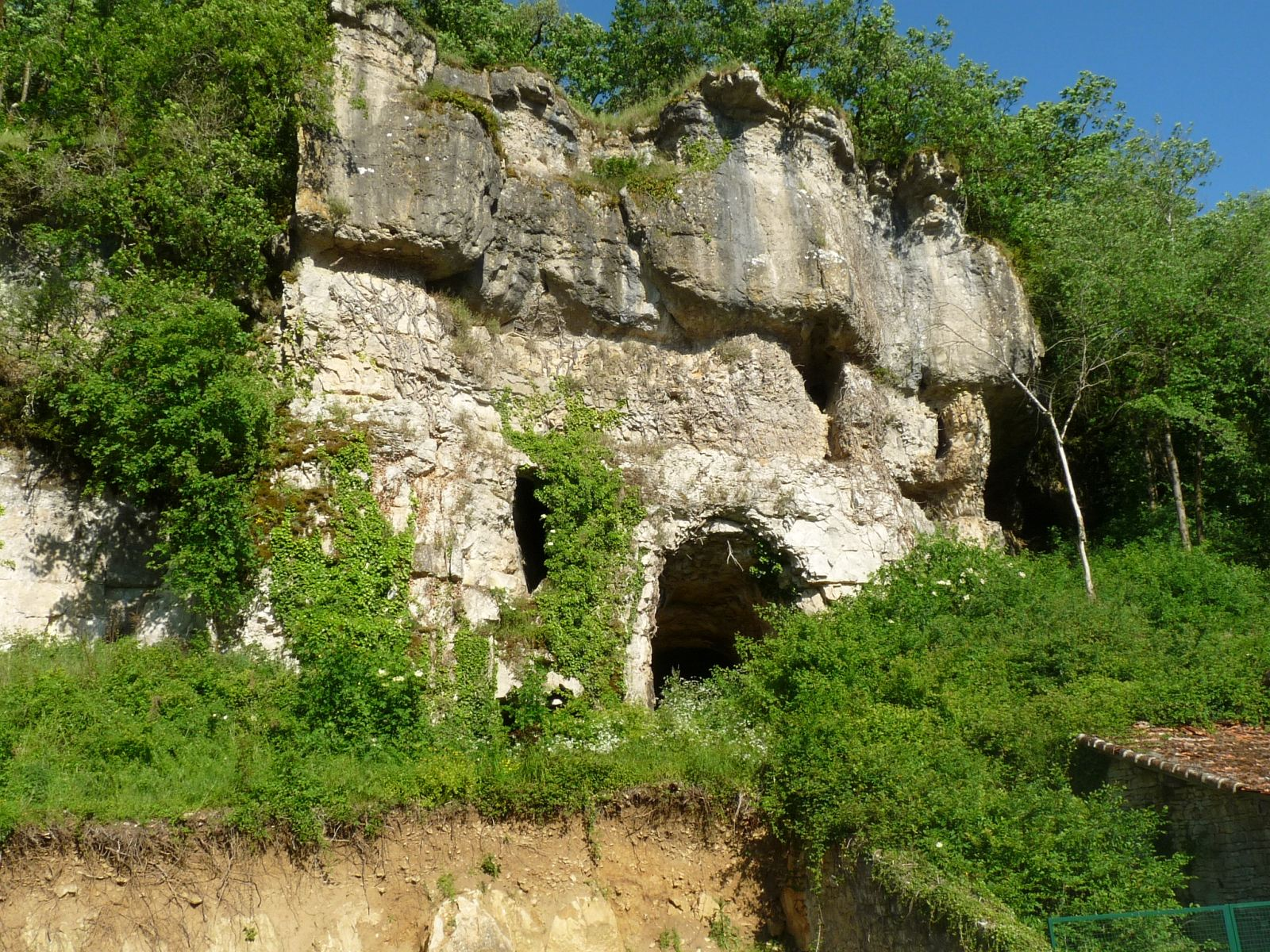
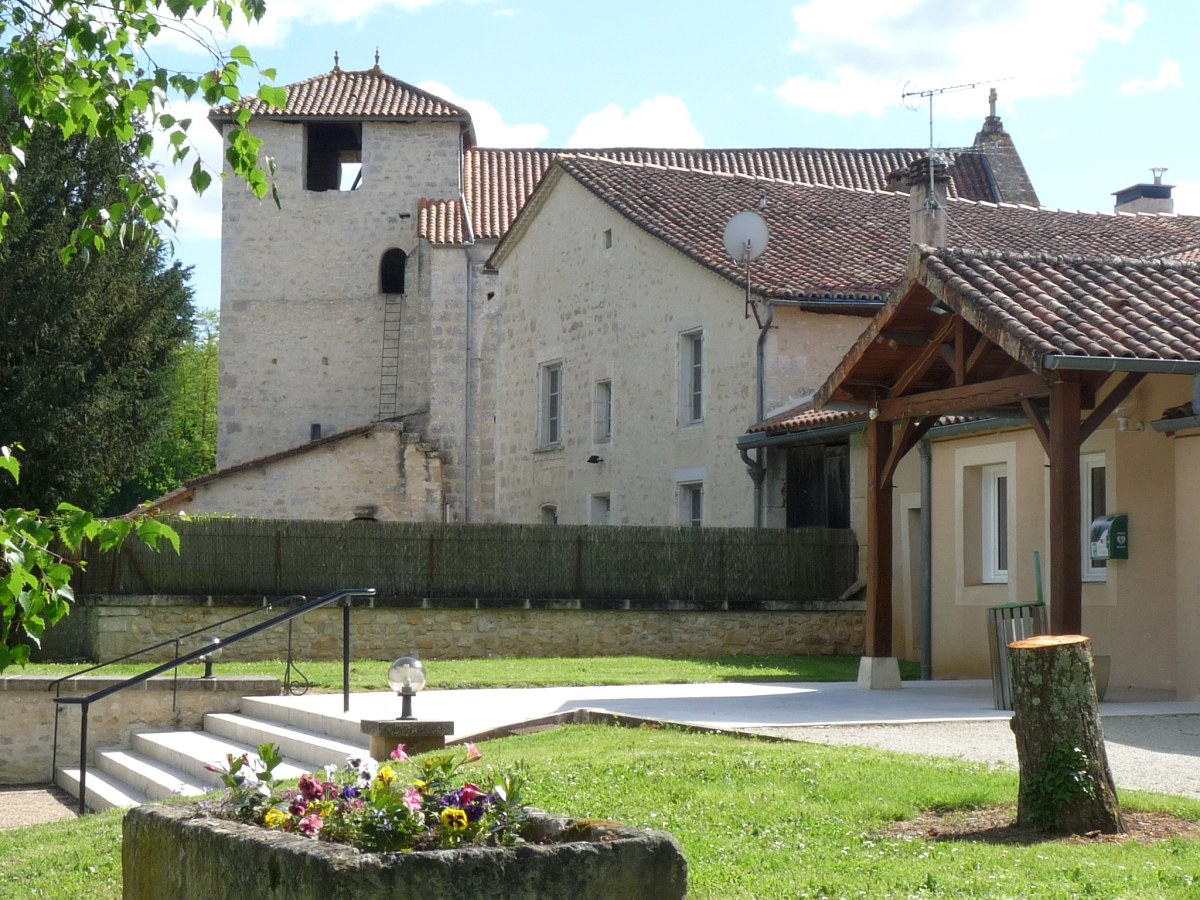
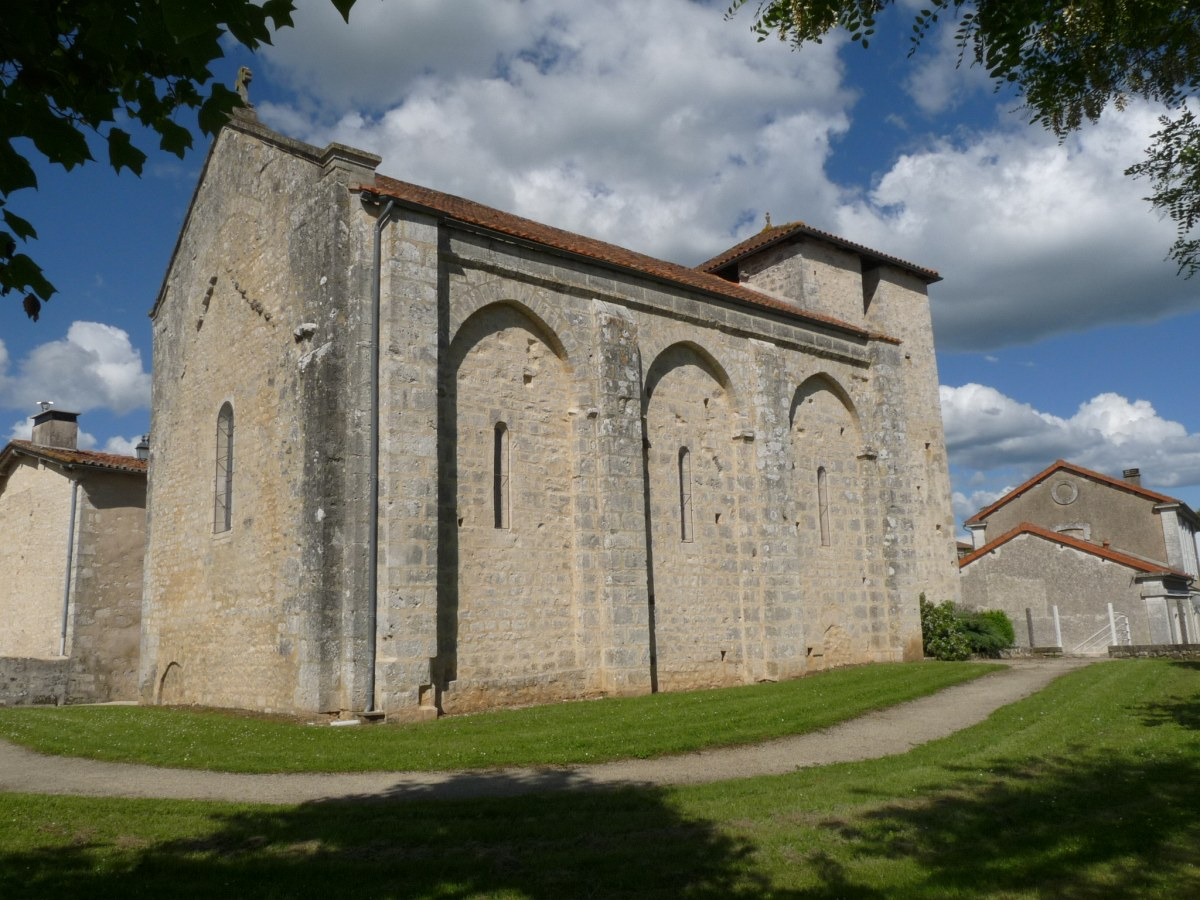